# 루거우차오

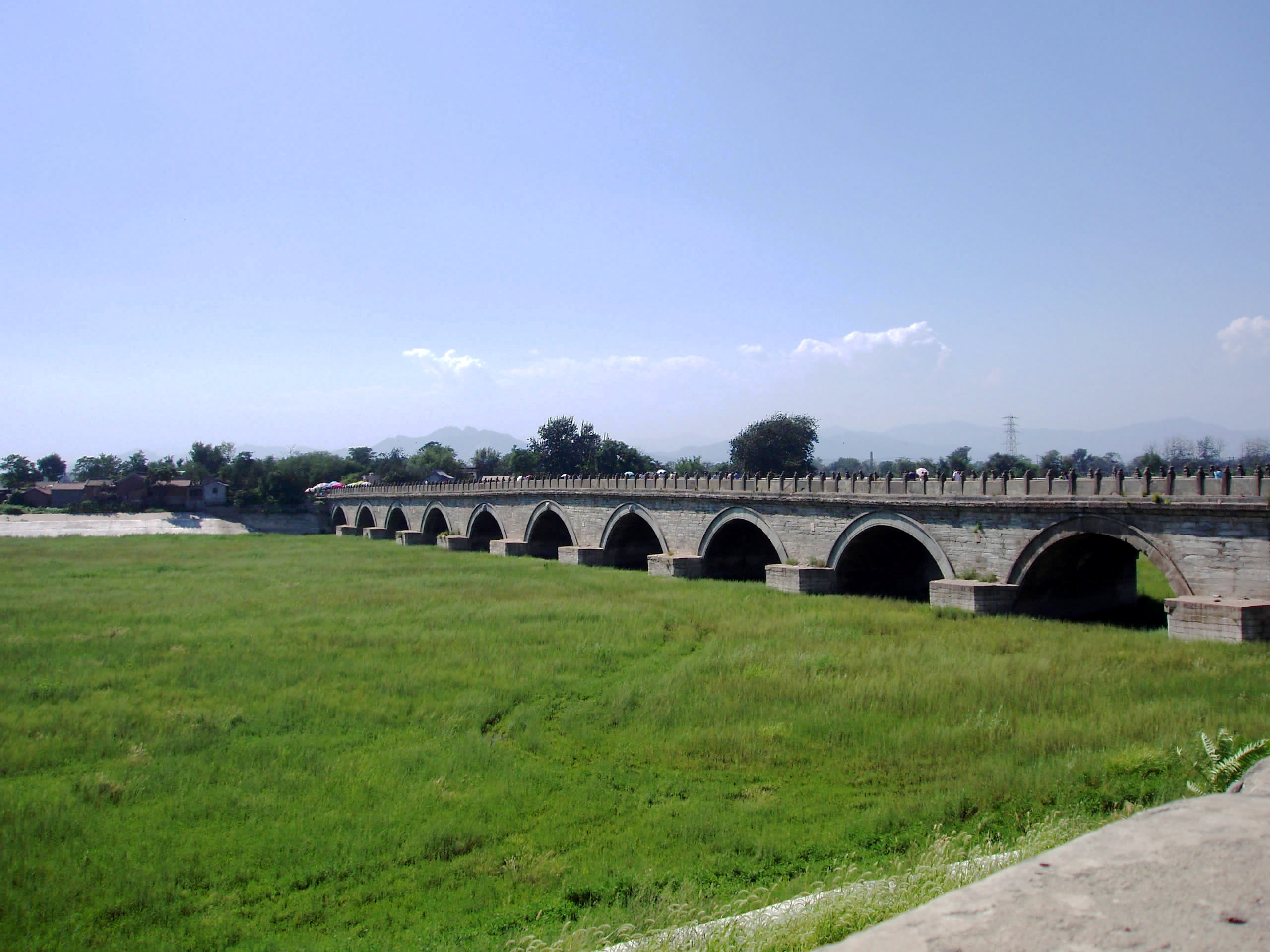
루거우차오의 전경

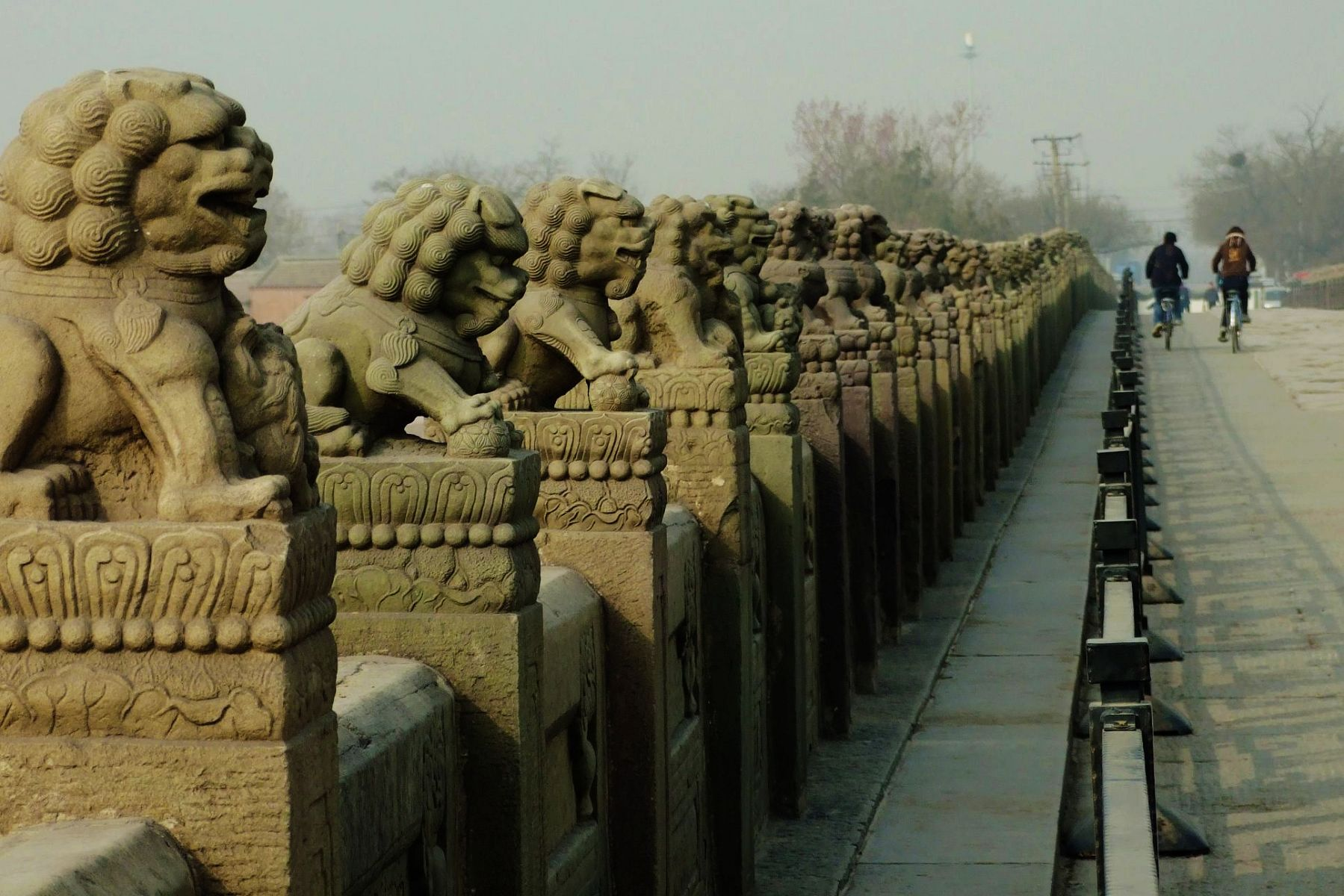
다리의 사자상

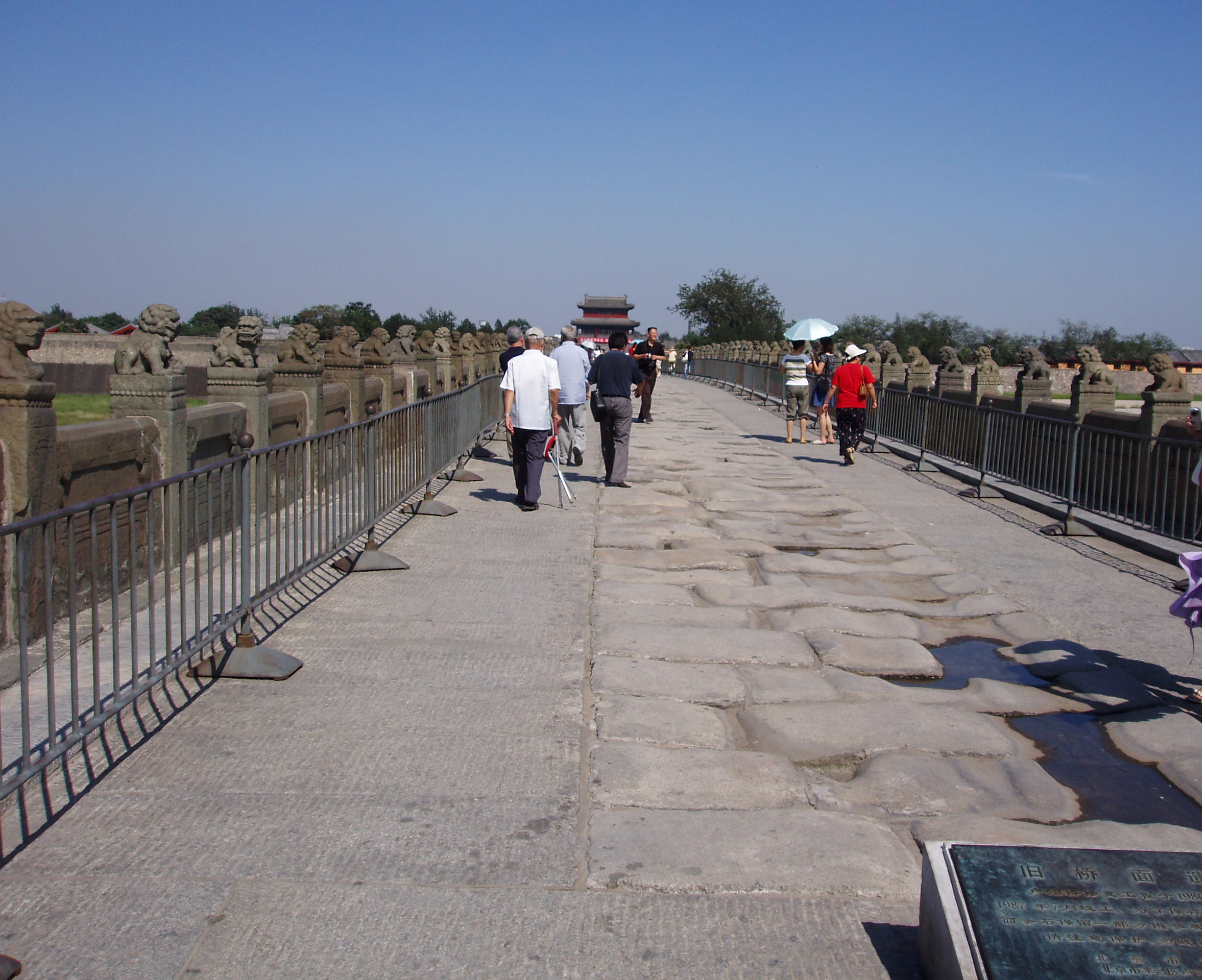
다리 위의 모습

루거우차오(盧溝橋, 노구교, 문화어: 로구교)는 중국 북경 시의 중심가에서 약 15km 떨어진 펑타이 구를 흐르는 융딩허(당시 루거우허)에 가설되어 있는 석조의 아치교이다.
노구교는 금나라 때인 1192년에 완성되었고 수해로 훼손되었다가 이후 복원되었다. 전체 길이는 266.5m이고 11개의 아치로 구성되어있으며 각 아치는 길이 11m, 편평률 0.69의 타원형을 이룬다. 다리의 난간에는 각각 다른 표정과 모습을 한 총 501기의 사자의 조상이 놓여 있다. 이 사자상의 수를 통행인이 정확하게 세는 것은 어렵기 때문에 중국어에서는 '셀 수 없는 것'을 "루거우차오의 사자"라고 표현하기도 한다.
일찍이 이 곳을 방문한 마르코 폴로는 자신의 저서 동방견문록의 제4장 중에서 이 다리를 "온 세상 어디를 찾아도 필적하는 것이 없을만큼 훌륭하다"라고 적었다. 이것 때문에 서구에서는 이 다리를 마르코 폴로의 다리(Marco Polo Bridge)라고 부르고 있다.
루거우차오의 이름은 1937년 7월 7일에 이곳에서 일어난 루거우차오 사건으로도 잘 알려져 있다. 이 사건이 발단이 되어 일본 제국과 중화민국이 격돌해 중일 전쟁이 발발하게 되었다.
중화인민공화국의 성립 후에 노면이 포장되어 자동차의 통행도 가능하게 되었지만 다리의 노후화가 현저하게 진행했기 때문에 1980년대에는 사적 보호를 목적으로 대규모 복원 공사가 이루어졌으며, 이후 자동차의 통행은 모두 금지되었다. 노면은 포장된 채로이지만 다리의 중앙부에는 옛날의 돌바닥의 일부가 복원되어 있다.

## 같이 보기
- 루거우차오 사건